# Kurt Moll
Kurt Moll (Kerpen, 11 aprile 1938 – Colonia, 5 marzo 2017) è stato un basso tedesco.

## Carriera
Originario di Buir, frazione di Kerpen, Konrad "Kurt" Moll da giovane studiò chitarra e violoncello, sperando di diventare un grande violoncellista, e cantò nel coro della scuola, dove il direttore lo incoraggiò a concentrarsi sul canto. Proseguì gli studi presso la Hochschule für Musik di Colonia e privatamente con Emmy Müller a Krefeld.
A vent'anni iniziò la sua carriera professionale con l'Opera di Colonia, dove rimase fino al 1961, cantò poi per tre anni al Teatro statale di Magonza e ottenne un contratto per cinque anni come primo basso a Wuppertal.
Al Grand Théâtre di Ginevra nel 1967 è un Nazareno in Salomè (opera) con José van Dam ed Anja Silja.
Nel 1969 accettò un impegno con la Staatsoper di Amburgo, cantando in tutti i maggiori teatri d'Europa.
Dopo il Festival di Bayreuth, dove debuttò nel 1967 come 2. Gralsritter in Parsifal (opera) con Christa Ludwig diretto da Pierre Boulez, nel 1968 diretto da Karl Böhm è il Nachtwächter in Die Meistersinger von Nürnberg con Dame Gwyneth Jones ed lo Steuermann in Tristan und Isolde con Birgit Nilsson e Wolfgang Windgassen, il grande successo internazionale arrivò nel 1970 al Festival di Salisburgo, esibendosi nel ruolo di Sarastro ne Il flauto magico con i Wiener Philharmoniker e Hermann Prey diretto da Wolfgang Sawallisch. Da quel momento si esibì in tutto il mondo.
Ancora a Salisburgo nel 1971 è Osmin in Die Entführung aus dem Serail con Reri Grist e nel 1972 canta nella Messa in Do minore K 427 con Arleen Auger.
Nel 1970 canta la Missa Solemnis (Beethoven) diretta Wolfgang Sawallisch con l'Orchestra Sinfonica di Roma della RAI, il Coro della Bayerischer Rundfunk, Christa Ludwig e Plácido Domingo nella Basilica di San Pietro in Vaticano alla presenza di Papa Paolo VI ripreso dalla RAI.
Nel 1972 a Ginevra è Re Marke in Tristan und Isolde con Amy Shuard, a Bayreuth è Fafner in Das Rheingold, debutta alla Scala di Milano come Osmin nella prima rappresentazione di Il ratto dal serraglio ed al Wiener Staatsoper come Gurnemanz in Parsifal.
Nel 1973 a Vienna è Re Marke in Tristan und Isolde e Sarastro in Die Zauberflöte ed a Salisburgo la Voce in Idomeneo (opera) diretto da Böhm.
È del 1974 il suo debutto negli Stati Uniti al San Francisco Opera come Gurnemanz nel Parsifal e poi Re Marke in Tristan und Isolde con la Nilsson. Sempre nello stesso anno a Vienna è Fürst Gremin in Evgenij Onegin ed a Bayreuth Re Marke in Tristan und Isolde diretto da Carlos Kleiber.
Nel 1975 alla Scala è Fafner in Sigfrido (opera) diretto da Sawallisch ed a Bayreuther e Vienna è Veit Pogner in Die Meistersinger von Nürnberg.
Nel 1976 canta nella Passione secondo Matteo al Teatro Corso di Mestre ed al Teatro La Fenice di Venezia.
Nel 1977 debutta al Royal Opera House, Covent Garden di Londra come Caspar in Der Freischütz con Lucia Popp diretto da Colin Davis ed a Vienna Hunding in Die Walküre con Leonie Rysanek, Fafner in Siegfried con Edita Gruberová, Osmin in Die Entführung aus dem Serail con Edda Moser e Der Komtur in Don Giovanni (opera) con la Moser ed Edith Mathis.
Nel 1978 a Vienna è Heinrich der Vogler in Lohengrin (opera), alla Scala Re Marke nella prima di Tristan und Isolde diretto da Kleiber, a Salisburgo Der Baron Ochs auf Lerchenau in Der Rosenkavalier con Gundula Janowitz e Luciano Pavarotti e debutta alla Metropolitan Opera di New York come Hermann in Tannhäuser (opera) con Tatiana Troyanos e Kathleen Battle diretto da James Levine, interpretando, tra gli altri, Rocco nel Fidelio con Hildegard Behrens e Arleen Auger diretto da Böhm e Sparafucile nel Rigoletto con Cornell MacNeil.
Nel 1979 a Londra è Gurnemanz in Parsifal diretto da Georg Solti, a Salisburgo Il Re in Aida con Marilyn Horne, Mirella Freni, José Carreras, Nicolai Ghiaurov e Piero Cappuccilli diretto da Herbert von Karajan e canta la Sinfonia n. 9 (Beethoven) diretto da Leonard Bernstein, a Vienna la nona di Beethoven diretta da Bernstein ed al Metropolitan Lodovico in Otello (Verdi) con Plácido Domingo e Sherrill Milnes ed Osmin in Die Entführung aus dem Serail.
A Vienna nel 1980 è Padre Guardiano ne La forza del destino con Anna Tomowa-Sintow e Carreras e Der Baron Ochs auf Lerchenau in Der Rosenkavalier che interpreterà in 31 rappresentazioni viennesi fino al 1999 e nel 1981 Daland in Der fliegende Holländer.
Al Met nel 1982 è il Baron Ochs in Der Rosenkavalier con Kiri Te Kanawa.
Nel 1983 a Ginevra tiene un recital con musiche di Schubert, Schumann e Loewe, a Vienna Rocco in Fidelio e debutta all'Opera di Chicago come Daland in Der fliegende Holländer.
Nel 1984 a Chicago è Osmin in Die Entführung aus dem Serail ed a Vienna Pimen in Boris Godunov (opera).
Nel 1985 al Met è Gurnemanz in Parsifal ed a San Francisco Baron Ochs auf Lerchenau in Der Rosenkavalier con Renato Capecchi.
Nel 1986 alla Scala tiene un recital con musiche di Schubert, Brahms, Schumann e Loewe.
Nel 1987 a Salisburgo è Bartolo ne Le nozze di Figaro con Ruggero Raimondi, Frederica von Stade e Dawn Upshaw e canta ne La Creazione ed a Londra Osmin in Die Entführung aus dem Serail.
Nel 1988 alla Scala è Sir Morosus nella prima di Die schweigsame Frau con la Bayerische Staatsoper.
Nel 1989 è Baron Ochs auf Lerchenau in Der Rosenkavalier a Chicago con Anne Sofie von Otter ed a Londra, al Met è Hunding in Die Walküre con Jessye Norman ed a Vienna Ein Eremit in Der Freischütz. Moll ha preso parte a 132 rappresentazioni viennesi fino al 1999.
Nel 1990 a San Francisco è Osmin in Die Enführung aus dem Serail ed al Met il Commendatore in Don Giovanni (opera) con Samuel Ramey, Carol Vaness, Karita Mattila e Ferruccio Furlanetto.
Nel 1991 a Salisburgo canta nella Missa Solemnis (Beethoven) con Cheryl Studer e Domingo ed al Met Sarastro in Die Zauberflöte con la Battle e Luciana Serra.
Nel 1992 al Met è Bartolo ne Le nozze di Figaro. Fino al 2005 Moll canta in 128 recite del Metropolitan.
Nel 1993 a Salisburgo è Seneca ne L'incoronazione di Poppea con Sylvia McNair ed Andrea Rost diretto da Nikolaus Harnoncourt, nel 1995 all'Opéra National de Paris è Prince Grémine in Evgenij Onegin e nel 1997 a Chicago Sarastro in Die Zauberflöte.
Ancora alla Scala nel 1998 tiene un recital e nel 1999 è Il Commendatore in Don Giovanni con Anna Caterina Antonacci diretto da Riccardo Muti.
A Parigi nel 1999 è Gurnemanz in Parsifal diretto da James Conlon e canta nella ripresa in concerto nella Salle Pleyel di "Fidèlio" ed a Londra nel 2000 Daland in Der fliegende Holländer e nel 2001 è Pope Pius IV in Palestrina (opera) diretto da Christian Thielemann.
Nel 2002 a Salisburgo è il Commendatore in Don Giovanni con Anna Netrebko e Magdalena Kožená ed a Parigi Sarastro nel Flauto Magico con Barbara Bonney.
La sua ultima esibizione è stata il 31 luglio 2006 ne I maestri cantori di Norimberga, in precedenza aveva annunciato che si sarebbe ritirato dalle scene per motivi di salute.
Ha proseguito la professione come insegnante di canto alla Musikhochschule di Colonia.

## Repertorio
La voce molto scura e tonante, ma anche estesa, gli permetteva di interpretare con grande padronanza molti ruoli, dal basso drammatico a quello più leggero e comico. Tuttavia, rimane un basso profondo per eccellenza, uno dei più celebri che abbiano mai calcato le scene, e i ruoli da lui interpretati più apprezzati sono stati quelli di basso profondo quali Osmin, Sarastro, il Barone Ochs o Gurnemanz.
Oltre ai ruoli citati, la peculiarità di Moll sono stati i grandi ruoli di basso in Mozart, Wagner e Strauss, ma ha anche interpretato l'Eremita ne Il franco cacciatore di Carl Maria von Weber o l'Inquisitore nell'opera L'angelo di fuoco di Prokofiev.
Parti come Osmin, Sarastro, Falstaff o Gurnemanz sono state incise da Moll in produzioni con la direzione di grandi direttori d'orchestra quali Georg Solti, Herbert von Karajan, Wolfgang Sawallisch e Karl Böhm.
Ha interpretato, e inciso nel 1983, il ciclo di Lieder Winterreise di Schubert con Cord Garben al pianoforte.
Nel 1991 vinse un Grammy Award quale "Best Opera Recording" per l'incisione de L'oro del Reno di Wagner alla Metropolitan Opera con la direzione di James Levine.

## Discografia parziale
- Beethoven, Fidelio - Haitink/Goldberg/Norman/Moll, 1989 Decca
- Beethoven, Missa solemnis - Bernstein/Moser/Schwarz/Kollo, 1978 Deutsche Grammophon
- Haydn, Die Schöpfung - Kathleen Battle/Gösta Winbergh/Kurt Moll/Berliner Philharmoniker/James Levine, 1991 Deutsche Grammophon
- Haydn, Die Schöpfung - Lucia Popp/Royal Philharmonic Orchestra/Antal Dorati, 1977 Decca
- Mozart, Nozze di Figaro - Te Kanawa/von Stade/Allen/Ramey/Popp/Moll/Solti, Decca - Grammy Award for Best Opera Recording 1984
- Mozart, Don Giovanni - Bernd Weikl/Dame Margaret Price/Gabriel Bacquier/Kurt Moll/London Philharmonic Orchestra/Lucia Popp/Sir Georg Solti/Stuart Burrows/Sylvia Sass, 1990 Decca
- Mozart, Flauto magico - Davis/Schreier/Price/Serra, 1984 Philips
- Mozart, Missa Solemnis K. 139 "Waisenhaus-Messe" - Claudio Abbado/Frederica von Stade/Gundula Janowitz/Konzertvereinigung Wiener Staatsopernchor/Kurt Moll/Norbert Balatsch/Rudolf Scholz/Wiener Philharmoniker/Wieslaw Ochman, 1989 Deutsche Grammophon
- Schubert, Die Verschworenen - Heinz Wallberg/Adolf Dallapozza/Kurt Moll/Edda Moser, 2012 EMI
- Schubert, Die Zwillingsbrüder - Wolfgang Sawallisch/Helen Donath/Dietrich Fischer-Dieskau/Nicolai Gedda/Kurt Moll, 2012 EMI
- Shostakovich, Lady Macbeth of Mtsensk District - Aage Haugland/Kurt Moll/Maria Ewing/Myung-Whun Chung/Orchestre de la Bastille/Philip Langridge/Sergej Larin, 1993 Deutsche Grammophon
- Verdi, Rigoletto - Giulini/Cappuccilli/Cotrubas, 1999 Deutsche Grammophon
- Wagner, Parsifal - Karajan/Hofmann/Vejzovic/Moll, Deutsche Grammophon
- Wagner, Tristano e Isotta - Kleiber/Price/Kollo/Moll/Götz, 1981 Deutsche Grammophon
- Wagner, Oro del Reno, Levine/Morris/Jerusalem/Ludwig/Moll, 1990 Deutsche Grammophon - Grammy Award for Best Opera Recording 1991
- Wagner, Der fliegende Holländer - Berliner Philharmoniker/Dunja Vejzovic/Herbert von Karajan/José Van Dam/Konzertvereinigung Wiener Staatsopernchor/Kurt Moll, 1984 EMI
- Weber, Abu Hassan - Wolfgang Sawallisch/Nicolai Gedda/Kurt Moll/Edda Moser, 2012 EMI

## DVD parziale
- Mozart, Flauto magico - Sawallisch/Araiza/Popp/Moll, regia August Everding, 1983 Deutsche Grammophon
- Strauss, R., Cavaliere della rosa - Kleiber/Lott/Otter/Moll, regia Otto Schenk, 1994 Deutsche Grammophon
- Wagner, Parsifal - Levine/Meier/Jerusalem/Moll, regia Otto Schenk, 1992 Deutsche Grammophon
- Wagner, Walkiria - Levine/MET/Behrens/Norman/Moll, 1988 Deutsche Grammophon - Grammy Award for Best Opera Recording 1990